# زهرا، جسر الشغور
زهرا (به عربی: الزهراء) یک روستا در سوریه است که در ناحیه درکوش واقع شده‌است. زهرا ۸۷۱ نفر جمعیت دارد.